# 百合居橋
百合居橋（ゆりいばし）は、長野県下水内郡栄村大字堺字箕作 - 大字豊栄字横倉の千曲川に架かる長野県道407号長瀬横倉停車場線の橋長132 m（メートル）のトラス橋・桁橋。

## 概要
- 形式 - 鋼単純合成桁橋1連+鋼下路単純曲弦ワーレントラス橋1連+鋼単純合成桁橋1連
- 橋格 - 2等橋 (TL-14)
- 橋長 - 132.000 m
  - 支間割 - 25.000 m + 80.800 m + 25.000 m
- 幅員
  - 総幅員 - 6.100 m
  - 有効幅員 - 5.500 m
  - 車道 - 5.500 m
  - 歩道 - なし
- 鋼重 - 187.72 t
- 施工 - 駒井鐵工所（上部工）・守谷商会（下部工）
- 総工費 - 5927万3000円

架橋地点の地形を考慮して、旧吊橋の下流側に架橋することとし、形式は地形と景観を考慮し決定された。千曲川左岸では当時の国道117号と交差することから、両側に幅員のテーパーを付けた。

## 歴史
架橋以前は、千曲川左岸と右岸常慶院を結ぶ渡し船があった。
1938年（昭和13年）6月に架橋される。
1941年（昭和16年）11月5日に鉄吊橋が飛島組の施工によって架橋される。この橋は橋長130 m、幅員3 mであった。これは1945年（昭和20年）10月5日に流失する。1947年（昭和22年）7月28日に再び木トラス補剛吊橋が架橋される。1953年（昭和28年）11月29日再び架橋され、1954年（昭和29年）6月15日に補修を受ける。
この百合居橋は国道117号市川バイパスの東大滝橋が架橋されるまで栄村唯一の千曲川に架かる橋梁であったが、従前の木補剛吊橋では増大する交通に耐え切れず、老朽化も進行しつつあったことから、1958年度（昭和33年度）に永久橋掛替が決まり、同年度着工、1960年度（昭和35年度）に竣工し、1961年（昭和36年）6月1日に開通した。
2019年（令和元年）の東日本台風（台風第19号）により千曲川の氾濫などの浸水被害が発生したため、災害復旧事業にて河積の増大を目的として上流側に橋梁掛替が進行中である。